# The Wild Ride
The Wild Ride is een Amerikaanse dramafilm uit 1960 met Jack Nicholson. In de film komen de idealen en problemen van de Beat Generation terug.

## Rolverdeling
| Acteur               | Personage     |
| -------------------- | ------------- |
| Jack Nicholson       | Johnny Varron |
| Georgianna Carter    | Nancy         |
| Robert Bean          | Dave          |
| Carol Bigby          | Joyce         |
| John Bologni         | Barny         |
| Gary Espinosa        | Cliff         |
| Judith Tresize       | Ann           |
| Wesley Marie Tackitt |               |
| Sydene Wallace       |               |
| Donna Dabney         |               |
| Garry Korpi          |               |
| Leonard Williams     |               |
| John Holden          |               |
| Raymond O'Day        |               |
| Carl Vicknair        | Politieman    |